# Gleby całkowite
Gleby całkowite – gleby zbudowane w obrębie całego swojego profilu z tego samego materiału macierzystego.
Gleby całkowite są to gleby mineralne zbudowane ze skał niemasywnych, takich jak piaski, pyły lub gliny, gdzie w obrębie całego profilu glebowego (do głębokości 150 cm, albo 200 cm w glebach leśnych) występuje jednorodny materiał o tym samym pochodzeniu geologicznym oraz o jednolitym uziarnieniu.